# C. D. B. Bryan
Pour les articles homonymes, voir Bryan.
Courtlandt Dixon Barnes Bryan, plus connu sous le nom de C. D. B. Bryan, né le 22 avril 1936 à Manhattan (New York) et mort le 15 décembre 2009 à Guilford (Connecticut), est un auteur et journaliste américain,.

## Biographie
C. D. B. Bryan naît le 22 avril 1936 à Manhattan (New York). Il fréquente l'école Berkshire en 1954 et obtient un diplôme d'arts à l'université Yale en 1958 où il écrit pour le magazine d'humour du campus, The Yale Record. Ses parents sont Joseph Bryan III et Katharine Barnes Bryan ; après avoir divorcé, sa mère se marie avec l'auteur John O'Hara.
Bryan vend sa première nouvelle au New Yorker en 1961.
Il est le rédacteur en chef du magazine satirique Monocle (de 1961 à 1965), écrivain en résidence (writer-in-residence) à l'université d'État du Colorado (hiver 1967), professeur invité à l'université de l'Iowa (1967–1969), consultant éditorial spécial à Yale (1970), professeur invité à l'université du Wyoming (1975), professeur adjoint à l'université Columbia (1976),.
Son premier roman, P. S. Wilkinson, remporte le prix Harper en 1965.
Bryan est surtout connu pour son livre de non-fiction Friendly Fire (1976). Initialement, c'était une idée qu'il a vendu à William Shawn pour un article pour le New Yorker, puis est développée dans une série d'articles, puis est devenu un livre. L'histoire décrit une famille agricole de l'Iowa, Gene et Peg Mullen, et leur réaction et leur changement d'avis après la mort accidentelle de leur fils par un tir ami pendant la guerre du Viêt Nam,. L'un des personnages de la vie réelle présents dans le livre est Norman Schwarzkopf, futur commandant de l'opération Tempête du désert (Desert Storm). Le livre est devenu un film de télévision du même nom (Friendly Fire, primé aux Emmy en 1979, pour lequel il a partagé un Peabody Award. Il a également été cité dans des études militaires professionnelles.
Bryan écrit des articles dans de nombreux périodiques, dont The New York Times, The New York Times Magazine, The New York Times Book Review, The New Yorker, The New Republic, Esquire, Harper's, Saturday Review et The Weekly Standard.  Il est également l'auteur de la narration du film suédois The Face of War (1963).
Bryan meurt d'un cancer le 15 décembre 2009 à son domicile de Guilford, dans le Connecticut.